# قطط المزارع

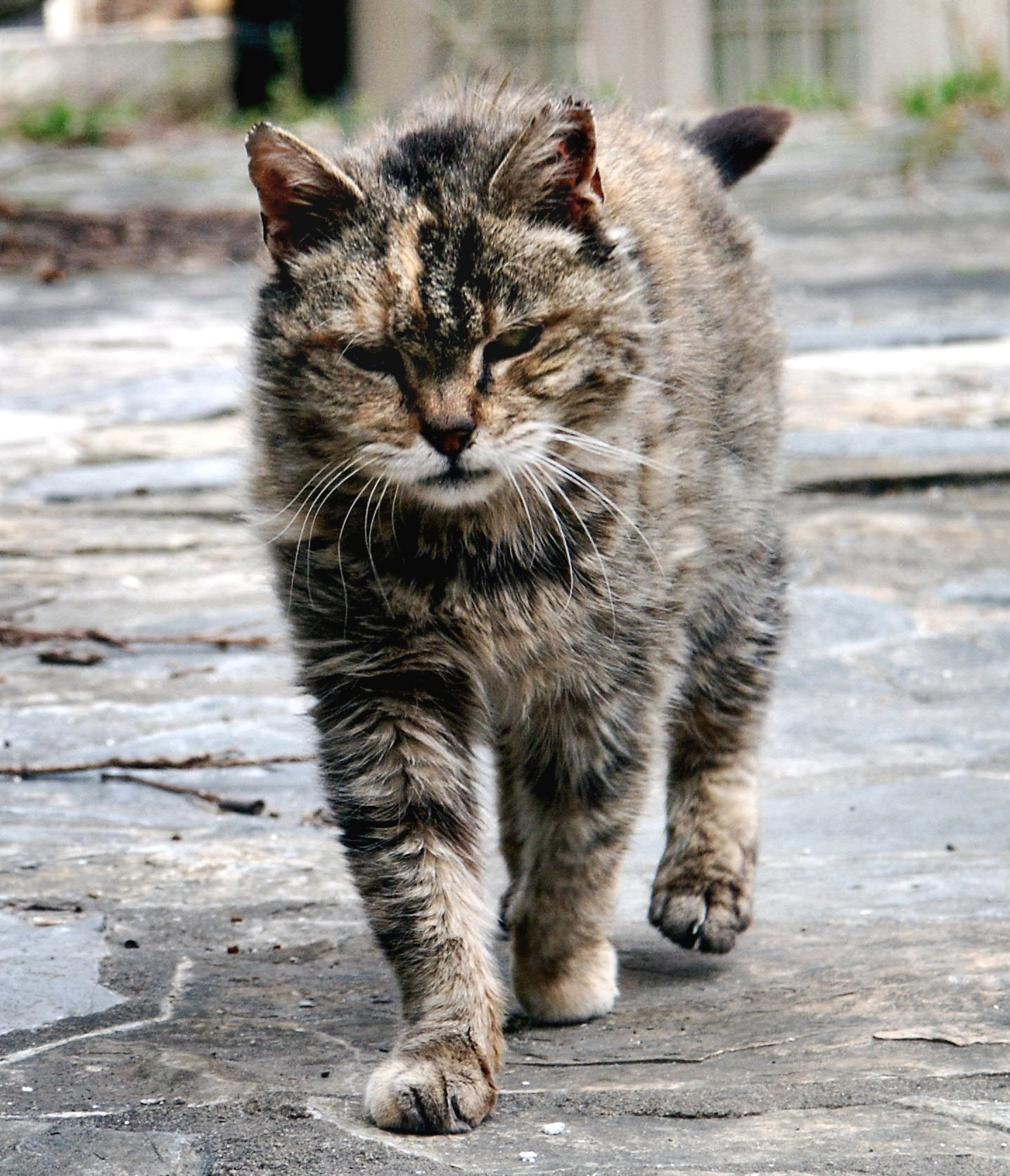
قط مزارع بري تظهر عليه آثار الحياة الخشنة

قطط المزارع، أو قطط الحظائر، هي قطط مستأنسة، وعادة ما تكون من سلالة مختلطة، تعيش أساساً خارج المنازل في الأراضي الزراعية في حالة برية، أو شبه برية، وعادة ما تتخذ هذه القطط ملحقات مباني المزارع مأوىً لها. وتقتات قطط المزارع على الهوام من القوارض، والحيوانات الصغيرة الأخرى التي تعيش في ملحقات مباني المزارع والحقول، أو حولهما. وقد يكون احتياج البشر لقطط المزارع هو السبب الأصلي من استئناس القطط؛ وهو لمنع القوارض من استهلاك، أو تلويث محاصيل الحبوب المخزنة للاستخدام الآدمي المؤجل. وماتزال قطط المزارع تربى لغرض اصطياد القوارض غير المرغوب بها، التي قد تأكل المحاصيل أو تلوثها، خصوصاً محاصيل الحبوب ومخزونات العلف في المزارع والعزب.

## تاريخها
هناك أدلة تاريخية تشير إلى أن أُولى محاولات استئناس القطط كان في 7500 ق.م.، وكان سببها احتياج البشر إلى صون مخزونات الحبوب من آفات القوارض.

## حالها الحديث
تعيش قطط المزارع في ظروف متنوعة، فيعيش القسم الأول منها حياة برية، دون اتصال آدمي يذكر، وبلا رعاية بيطرية، وتحصل على الغذاء بالقيام بوظيفتها في التقليل من عدد الفئران والجرذان فقط. ومن العوامل التي تجعلها أنحف من نظيراتها من القطط المنزلية: قلة الموارد الغذائية المضمونة، والطفيليات الداخلية، والجهد البدني الكبير الذي تبذله. كما أن هذه العوامل تجعل فترة حياتها أقصر. ويعيش القسم الثاني منها داخل المنزل وخارجه بحيث تتجول بحرية، ولكنها يسمح لها دورياً بالدخول للمنزل لإطعامها طعام قطط إضافي، كما أنها تتلقى رعاية صحية بيطرية دورية. ويعيش القسم الثالث منها دائماً في الخارج، أو في ملحقات مباني المزارع في حالة شبه برية، ولكنها تروض كي تكون ودودة مع البشر، وقد تتلقى رعاية بيطرية أولية. وجميع أقسام قطط المزارع عرضة لبعض المخاطر الناتجة عن الحياة في الخارج، فقد تنتقل إليها طفيليات أو أمراض فرائسها، وقد تتعرض للإصابة بطرائق مختلفة، وقد تصدمها المركبات، وقد تواجه خطر الافتراس؛ فحيوانات الراكون وابن آوى والبوم والحيوانات الأخرى التي تفترس المخلوقات المشابهة لها في الحجم تأكل القطط.

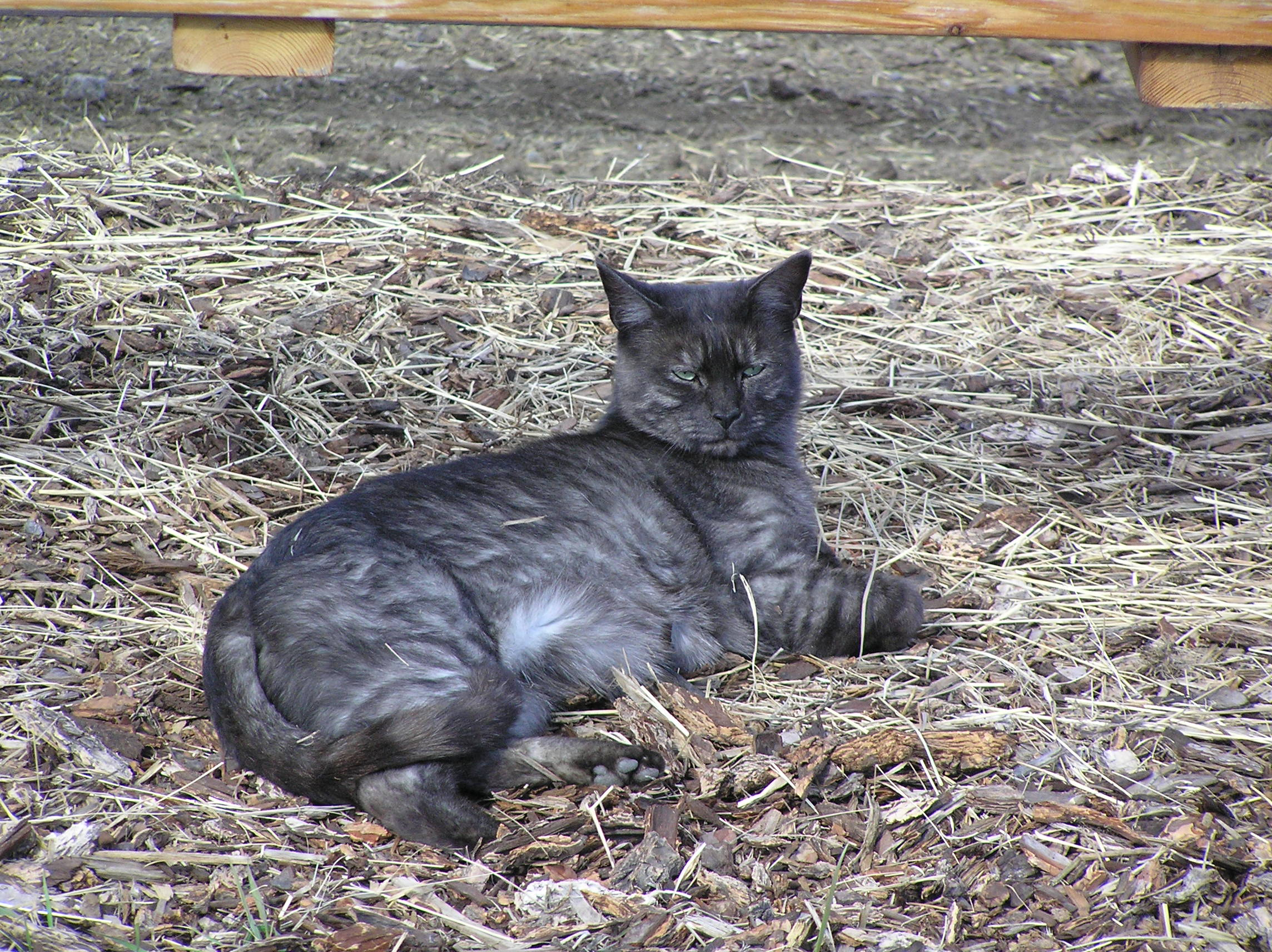
قط حظيرة مروض ومخصي، يتوفر لديه طعام قطط إضافي، ورعاية بيطرية دورية

ويُطعِم مُلَّاك الأراضي بعض القطط التي تعيش دائماً خارج المنزل طعام قطط إضافي؛ إما لحثها على البقاء، أو بدافع إنساني؛ لعدم رغبتهم في أن تكون القطط في أرضهم نحيلة أو مريضة. ويتعمد البعض الامتناع عن إطعام قطط المزارع الخارجية؛ ظناً خطأً منهم أنها إذا أطعمت طعاماً إضافياً لن تصطاد القوارض. ومن ناحية أخرى فإن إحدى مساوئ ترك الطعام في الخارج؛ أنه يجذب الظرابين والراكونات والهوام الأخرى.
وتتكون مجتمعات قطط المزارع من مصادر متنوعة، فأحياناً يحصل ملاك الأراضي على بعض القطط ويطلقون سراحها خصيصاً للحد من القوارض، وفي بعض الأحيان فإن القطط المهجورة أو المشردة تستوطن عفوياً المناطق التي تكثر فيها الفرائس: كأكوام التبن، أو ملحقات مباني المزارع التي تحتوي على مخزونات من المحاصيل وأعلاف الدواب.
إذا كان تعداد قطط المزارع الإناث البالغة البرية كافياً، فإن نمو تعداد قطط المزارع يكون ذاتياً، فتقيم الإناث بيوتاً دائمةً في الحظائر أو المنشآت الأخرى، وتكرر إنجاب مجموعات من الهررة ورعايتها، وقد يبقى الذكور، إذا كان الطعام وفيراً، بيد أنها تميل إلى التجول في مناطق أوسع. وقد تتوالد القطط في مستعمرات قطط المزارع داخلياً، حيث أنه في المجتمعات المغلقة تتزاوج القطط مع أخوتها، أو والديها، أو أبنائها. ويحول الإخصاء والتعقيم دون ازدياد عدد القطط ودون التوالد الداخلي، وفي بعض الحالات يلقى القبض على الحيوانات البرية، فتخصى أو تعقم، ثم يطلق سراحها في مناطقها الأصلية لتبقى لها ولمنع القطط المشردة الخصبة الأخرى من أن تحل محلها.
وإذا أطعمت القطط طعاماً إضافياً، أو كانت حيث تتوافر القوارض بكثرة، فإن الخسائر من الافتراس والمرض يمكن تعويضها بانتقال قطط مشردة أخرى إلى المنطقة. أما إذا لم تطعم القطط طعاماً إضافياً، خصوصاً في المناطق التي يكثر بها الحيوانات المفترسة، فإن تعداد قطط المزارع قد ينخفض إلى حد الانقراض أحياناً، إذا كان عدد القطط المشردة في المنطقة قليلاً أو كانت فرص التزاوج قليلة، فإن العوامل الأخرى، مثل: وجود الحيوانات المفترسة، والحوادث، والأمراض، والطفيليات، والجوع، تضر بتعداد القطط في المنطقة. وفي الغالب-خصوصاً عندما يكون الطعام الإضافي متوفراً-فإن ازدياد تعداد القطط أمر شائع، وتكون الخسائر في المقام الأول إما بسبب المرض، أو بسبب الحوادث، بينما يلعب الافتراس دوراً ثانوياً، وجميع هذه العوامل ليست كفيلة بالإنقاص من تعداد القطط، حيث يغدو ازدياد عدد القطط مشكلة. ويتحكم بعض ملاك الأراضي بتعداد القطط: بإطلاق النار عليها، أو تسميمها، أو اصطياد الأعداد الزائدة منها، وفي بعض الأحيان يعطون هذه الأعداد الزائدة لمَآوِي الحيوانات، ولكن إذا كانت القطط متوحشة فإن فرص تبنيها تكون ضئيلة.   

## وصلات خارجية
https://countrysidenetwork.com/daily/livestock/livestock-livestock/how-to-raise-a-barn-cat/
https://timbercreekfarmer.com/the-care-and-feeding-of-barn-cats/